# Saartje
Saartje ou Saartjie  est un prénom féminin néerlandais, diminutif de Sara.

## Personnalités portant ce nom ou prénom

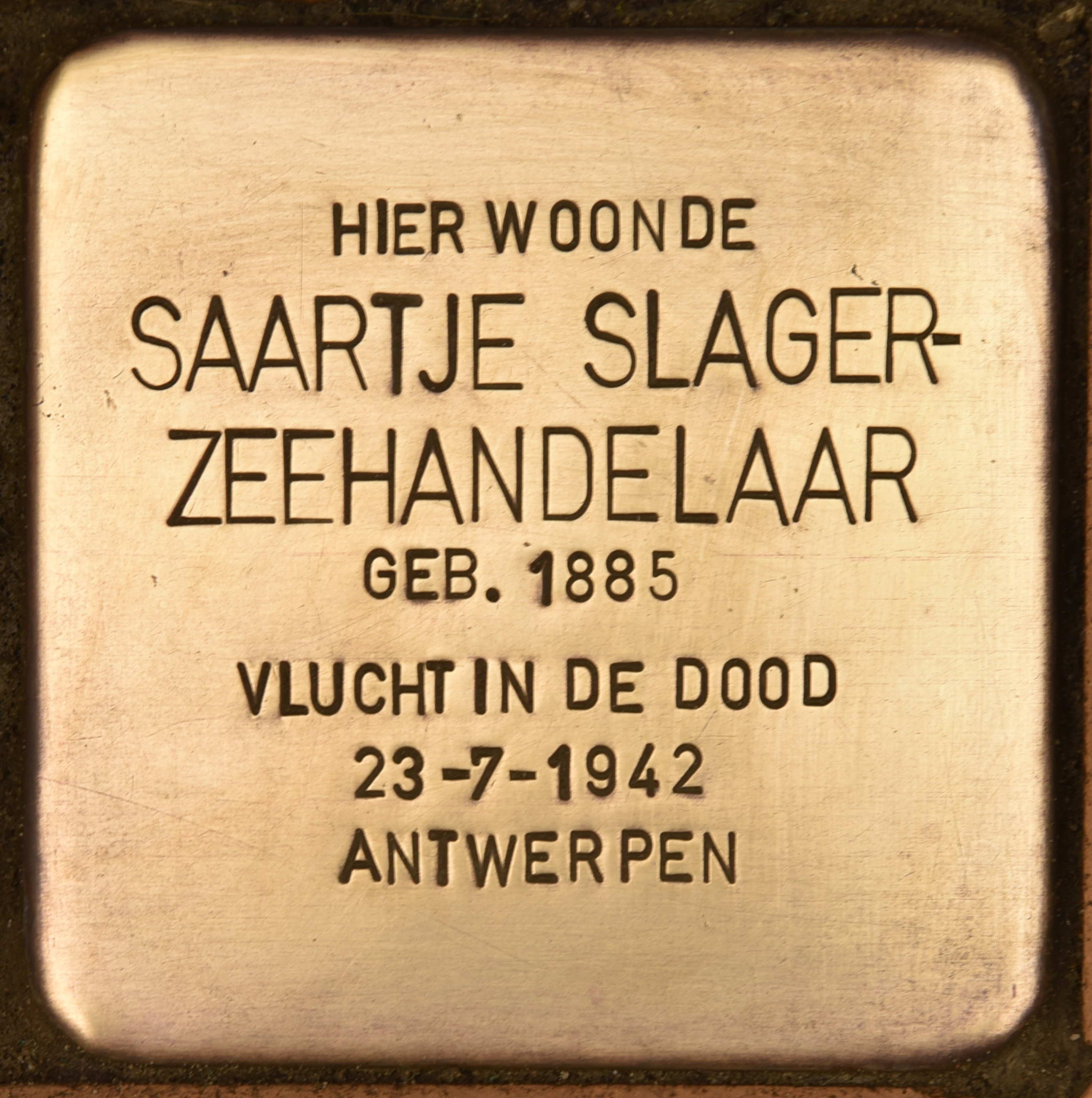
Exemple d'inscription portant ce nom : Pavé de la mémoire pour Saartje Slager-Zeehandelaar

- Saartje Specx (nl) (1617-1636), métis hollando-japonaise ;
- Saartjie van die Kaap (nl), (1775-1847), fondatrice de la communauté musulmane du Cap et du waqf du Cap ;
- Saartjie Baartman (1788-1815), esclave Khoikhoi ;
- Saartje Burgerhart, de son vrai nom Margaretha Hendrika (Cri) Stellweg (nl) (1922-2006), écrivaine néerlandaise ;
- Saartje Engel (1922-2018), survivante du camp d'extermination de Sobibor ;
- Saartje Vandendriessche (nl) (née en 1975), actrice et présentatrice belge ;
- Saartje Vandenbroucke (née en 1996), coureuse cycliste belge ;
- Saartje Corteyn (nl) (née en 2000), escrimeuse belge.